# エバーハルト・ウェーバー
エバーハルト・ウェーバー（ドイツ語: Eberhard Weber、1940年1月22日 - ）は、ドイツ、シュトゥットガルト生まれのダブルベーシスト、作曲家。極めて個性的な音色とフレーズの作り方をするベーシストとして有名である。ウェーバーの作る曲は、チェンバー・ジャズ、ヨーロッパのクラシック音楽、環境音楽などをミックスしたものであり、それは、典型的な「ECMレコードの音」の一つだと考えられている。

## 経歴
エバーハルト・ウェーバーの活動は、1960年代初期から始まる。彼の最初のアルバムは『カラーズ・オブ・クレー』(ECM1042)で、彼自身がリーダーとなって録音したものが1973年に発表された。ミュージシャンとしてのキャリアに加えて、テレビや劇場のディレクターとしても業績を残してきた。また、彼は、最高弦をCにチューニングした5弦のエレクトリック・アコースティック・ベースをデザインしている。
彼の音楽は、陰鬱な音色で表現されることが多いのだが、その中でしばしば「オスティナート（固執反復）」が使用される。しかしそれでもなお、細部の色づけと印象的な表現は、非常に緻密に構成されている。
ウェーバーはソリッド・ボディのエレクトリック・ダブルベースの使用をずいぶん早くから提唱したことで知られている。彼自身はこのエレクトリック・ダブルベースを使った演奏を、1970年代の初頭から定期的に行っている。
1960年代初期から1970年代初期にかけての彼の最も親しい共演者は、ウォルフガング・ダウナーである。この2人の共同プロジェクトは、非常に多様なスタイルに渡るもので、オーソドックスなジャズからジャズ・ロック、フュージョン、さらにはアヴァンギャルドな実験音楽に至るものまで様々である。また、彼は同時期に、ピアニストのハンプトン・ホーズやマル・ウォルドロン、ギタリストのバーデン・パウエル・ヂ・アキーノやジョー・パス、マイク・ギブス・オーケストラ、ヴァイオリニストのステファン・グラッペリなどとも共演し、録音を残している。
『カラーズ・オブ・クレー』から始まって、彼は自分名義でさらに10枚のアルバムを発表している。これらはすべてECMレーベルから発表されているが、ECMとのつながりは、ECMで録音している他のアーティスト達との共同製作へと発展していく。ゲイリー・バートン（『リング』1974年、『パッセンジャーズ』1976年）、ラルフ・タウナー（『ソルスティス』1975年、『闇の音』1977年）、パット・メセニー (『ウォーターカラーズ』1977年)、そしてヤン・ガルバレクといったアーティストである。
1970年代中期、彼は自分のグループ「カラーズ (Colours)」を結成する。メンバーは、チャーリー・マリアーノ（ソプラノ・サックス、フルート）、ライナー・ブリューニングハウス（ピアノ、シンセサイザー）、ヨン・クリステンセン（ドラムズ）。このメンバーで録音したアルバム『イエロー・フィールズ』（1975年）を発表した後、クリステンセンが脱退し、ジョン・マーシャルに交替した。ドラマーが新しくなったこのグループは数多くのツアーをこなし、2枚のアルバム『サイレント・フィート』（1977年）と『リトル・ムーヴメンツ』（1980年）を録音した後、解散した。
1980年代初期以降、ウェーバーは定期的に、イギリス人シンガーソングライターのケイト・ブッシュと共同製作を行っており、彼女のアルバムのうち4枚に参加している(『ドリーミング』1982年、『愛のかたち』1985年、『センシュアル・ワールド』1989年、『エアリアル』2005年)。
1980年代、ウェーバーは、バーバラ・トンプソンのジャズ・アンサンブルであるパラフェルナリアとのツアーにも参加している。
1990年代初期以降、彼は演奏の機会と録音の量をかなり減らしている。1990年以降は、自分名義のアルバムはたった2枚しか製作していない。にもかかわらず、2001年には、自分名義のアルバム『エンドレス・デイズ』を発表し、おそらく現在考え得る限り、最も原始的なジャズとクラシックの融合を試みている。まさにアコースティック・ジャズの典型例である。この当時、彼はヤン・ガルバレク・グループでツアー活動に参加していた。
2007年6月、ウェーバーは卒中を患っており、演奏できない状態である。
2008年、『ステージ・オヴ・ア・ロング・ジャーニー』を発表する。これは、2005年3月の彼の65歳の誕生日に、シュトゥットガルト・ラジオ・交響楽団と共演した際のライブ録音である。ゲイリー・バートン、ウォルフガング・ダウナー、ヤン・ガルバレクらとの共作曲が演奏されている。
2009年、ECMからカラーズ時代の3枚のアルバムが3枚組のCDとして再発されている。
2009年11月、ウェーバーは、名高いアルベルト・マンゲルスドルフ賞を受賞している。
同年同月、カラーズ時代の1970年代の作品がECMから発表されている。
2010年、ダイエ・ウェルトとのインタヴューで、彼が自分の健康状態と将来のプロジェクトについて語っている。

## 文学との結びつき
エバーハルト・ウェーバーが作曲した作品とアルバムが、リチャード・アダムスの児童文学『ウォーターシップ・ダウンのうさぎたち』の文中に少なくとも5回、引用されている。例としては、アルバム『サイレント・フィート』から「サイレント・フィート」と「暗闇でも見える眼」が、また、アルバム『第三の扉』から「オーフン・イン・ジ・オープン」が、そして『ビジブル・ソウツ』から「クワイエット・ディパーチャーズ」と「フルイド・ラッスル」が取り上げられている。

## ディスコグラフィ

### リーダー・アルバム
- 『カラーズ・オブ・クレー』 - The Colours of Chloë (1974年)
- 『イエロー・フィールズ』 - Yellow Fields (1975年)
- 『ザ・フォロイング・モーニング』 - The Following Morning (1976年)
- 『サイレント・フィート』 - Silent Feet (1977年) ※エバーハルト・ウェーバー&カラーズ名義
- 『ビジブル・ソウツ』 - Fluid Rustle (1979年)
- 『リトル・ムーヴメンツ』 - Little Movements (1980年) ※エバーハルト・ウェーバー&カラーズ名義
- 『第三の扉』 - Later That Evening (1982年)
- Chorus (1984年)
- 『オーケストラ』 - Orchestra (1988年)
- 『ペンジュラム』 - Pendulum (1993年)
- 『エンドレス・デイズ』 - Endless Days (2001年)
- 『ステージ・オブ・ア・ロング・ジャーニー』 - Stages of a Long Journey (2007年)
- Résumé (2012年)
- Encore (2015年)
- 『オマージュ』 - Hommage à Eberhard Weber (2015年)
- Once Upon a Time (Live in Avignon) (2021年)

### コンピレーション・アルバム
- Works (1985年、ECM)
- Rarum: Selected Recordings (2004年、ECM)
- Colours (2010年、ECM) ※『イエロー・フィールズ』『サイレント・フィート』『リトル・ムーヴメンツ』を含む再発

### 参加アルバム
ゲイリー・バートン
- 『リング』 - Ring (1974年、ECM)
- 『パッセンジャーズ』 - Passengers (1976年、ECM)

ケイト・ブッシュ
- 『ドリーミング』 - The Dreaming (1982年)
- 『愛のかたち』 - Hounds Of Love (1985年)
- 『センシュアル・ワールド』 - The Sensual World (1989年)
- 『エアリアル』 - Aerial (2005年)

ウォルフガング・ダウナー
- 『ドリーム・トーク』 - Dream Talk (1964年)
- 『フリー・アクション』 - Free Action (1967年)
- Output (1970年)
- 『ジ・オイメルズ』 - The Oimels (1970年)

ヤン・ガルバレク
- 『フォト・ウィズ』 - Photo with Blue Sky, White Cloud, Wires, Windows and a Red Roof (1979年、ECM)
- 『ムーヴ』 - Paths, Prints (1981年、ECM)
- Wayfarer (1983年、ECM)
- 『リッスン・トゥ・ザ・グレイ・ヴォイス』 - It's OK to Listen to the Gray Voice (1985年、ECM)
- 『オール・ゾーズ・ボーン・ウィズ・ウィングズ』 - All Those Born with Wings (1987年、ECM)
- 『レジェンド・オブ・ザ・セブン・ドリ－ムズ』 - Legend of the Seven Dreams (1988年、ECM)
- 『黙示録』 - I Took Up the Runes (1990年、ECM)
- 『トウェルヴ・ムーン』 - Twelve Moons (1992年、ECM)
- 『ヴィジブル・ワールド』 - Visible World (1995年、ECM)
- 『聖なる儀式』 - Rites (1998年、ECM)

パット・メセニー
- 『ウォーターカラーズ』 - Watercolors (1977年、ECM)

ラルフ・タウナー
- 『ソルスティス』 - Solstice (1975年、ECM)
- 『闇の音』 - Solstice/Sound and Shadows (1977年、ECM)

マル・ウォルドロン
- 『ザ・コール』 - The Call (1971年、JAPO)

### その他
- ハンプトン・ホーズ : 『ハンプス・ピアノ』 - Hamps' Piano (1967年)
- バーデン・パウエル : 『ポエマ・オン・ギター』 - Poema en Guitar (1968年)
- バーデン・パウエル : 『孤独』 - Solitude on Guitar (1971年)
- ジョー・パス : 『インターコンチネンタル』 - Intercontinental (1970年)
- ミハエル・ナウラ : Vanessa (1974年)
- ミハエル・ナウラ : Call (1975年)
- アーネスト・ラングリン : 『ラングリプソ』 - Ranglypso (1976年、MPS)
- ステファン・グラッペリ : 『アフタヌーン・イン・パリ』 - Afternoon in Paris (1971年)
- シンガーズ・アンリミテッド with アート・ヴァン・ダム : 『インヴィテイション』 - Invitation (1973年)
- ベニー・ベイリー : 『アイランド』 - Islands (1976年)
- マンフレート・ショーフ・オーケストラ : Reflections (1983年)
- グレーム・レヴェル : 『ボディ オリジナル・サウンドトラック』 - Body of Evidence: Motion Picture Soundtrack (1993年) ※映画『BODY/ボディ』サウンドトラック
- ユナイテッド・ジャズ+ロック・アンサンブル : The Break Even Point (1979年)
- ユナイテッド・ジャズ+ロック・アンサンブル : United Live Opus Sechs (1984年)